# Человек, который знал слишком мало
«Человек, который знал слишком мало» — кинокомедия 1997 года с Биллом Мюрреем в главной роли, режиссёра Джона Эмиела и сценаристов Роберта Фэррэра и Говарда Франклина. Фильм снят на основе романа Фэррэра «Watch That Man», а название картины является пародией на кинофильм «Человек, который слишком много знал» Альфреда Хичкока.

## Описание сюжета
Уоллес Ричи (Билл Мюррей) вылетает в Великобританию, чтобы отпраздновать свой день рождения с братом Джеймсом (Питер Галлахер). У Джеймса деловая встреча, и он должен найти занятие для своего брата, пока не окончится деловой обед. Уоллес занимает себя, приняв участие в «Театре жизни», где участникам обещается роль персонажа криминальной драмы. Проблемы начинаются, когда Уоллес отвечает на телефонный звонок, предназначенный наёмному убийце, и его ошибочно принимают за настоящего шпиона. Он впутывается в заговор с целью убийства русских и британских представителей накануне подписания важного соглашения об установлении мира между нациями. Он считает, что это всё инсценировка, но для людей, желающих развязать вторую холодную войну, Уоллес является врагом номер один.

## Отсылка к «Охотникам за привидениями»
В конце картины, когда Мюррей и Уолли почти покидают пляж, секретный агент приближается к Мюррею под видом официанта и пытается отравить его. Имя агента «Венкман» («Разумеется, Венкман… сейчас!»), что является очевидной отсылкой к персонажу Мюррея Питеру Венкману в картине «Охотники за привидениями».

## Актёрский состав
- Билл Мюррей — Уоллес Ричи
- Питер Галлахер — Джеймс Ричи
- Джоанн Уолли — Лори
- Альфред Молина — Борис «Мясник» Блавский
- Ричард Уилсон — сэр Роджер Даггенхёрст
- Джеральдин Джеймс — доктор Людмила Кропоткин
- Джон Стэндинг — Гилберт Эмблетон
- Анна Чанселлор — Барбара Ричи
- Николас Вудисон — Сергей
- Саймон Чэндлер — Хоукинс
- Клифф Париси — Ури
- Декстер Флетчер — Отто
- Эдди Марсан — первый грабитель